# Jesper Kragh Grodal
Jesper Kragh Grodal (født 31. oktober 1972) er en dansk matematiker.
Han er søn af professor Birgit Grodal og professor Torben Kragh Grodal.
Han blev i 1997 cand.scient. i matematik fra Københavns Universitet og tog til MIT, hvor han i september 2000 blev Ph.D. i matematik med en afhandling med titlen Higher limits via subgroup complexes.
Fra 2003 til 2006 var han ansat ved University of Chicago og siden 2006 har han været ansat ved Københavns Universitet.
I 2006 fik han tildelt European Young Investigator Award.